# Fort De Blom
Fort De Blom was een fort bij de Nederlandse stad Hulst. Het fort was gelegen in de Klein-Kieldrechtpolder, iets ten noorden van de buurtschap Zeegat, ruim 1 km ten noorden van Clinge. Het werd eind 16e eeuw aangelegd.
Het fort lag op de plaats waar de Kijkuitstraat en de Kielweg elkaar kruisen. 1 km naar het noorden bevond zich het fort Klein Kijkuit.